# Heartland Championship 2016
El Campeonato Heartland 2016 fue la decimoprimera edición de la segunda división de rugby de Nueva Zelanda. 
El campeón de la competencia fue Wanganui, quienes lograron su quinto campeonato.

## Sistema de disputa
Cada equipo disputa 8 encuentros frente a sus rivales.
- Los cuatro equipos con mejor clasificación al final de la fase de grupos clasifican a la semifinal de la Copa Meads buscando el título de la competición.

- Los equipos ubicados entre la quinta y octava posición al final de la fase de grupos clasifican a la semifinal de la Copa Lochore, la copa que se asigna al ganador de los playoff por el quinto puesto.

## Clasificación
- Clasificación[1]

| Pos. | Equipo            | Encuentros | Encuentros | Encuentros | Encuentros | Tantos | Tantos | Tantos | PB | PB | Puntos |
| Pos. | Equipo            | PJ         | PG         | PE         | PP         | F      | C      | Dif    | BO | BD | Puntos |
| ---- | ----------------- | ---------- | ---------- | ---------- | ---------- | ------ | ------ | ------ | -- | -- | ------ |
| 1.º  | Wanganui          | 8          | 8          | 0          | 0          | 362    | 110    | +252   | 6  | 0  | 38     |
| 2.º  | South Canterbury  | 8          | 7          | 0          | 1          | 324    | 162    | +162   | 7  | 1  | 36     |
| 3.º  | Buller            | 8          | 6          | 0          | 2          | 258    | 190    | +68    | 5  | 1  | 30     |
| 4.º  | Wairarapa Bush    | 8          | 6          | 0          | 2          | 240    | 174    | +66    | 4  | 2  | 30     |
| 5.º  | Mid Canterbury    | 8          | 5          | 0          | 3          | 278    | 198    | +80    | 6  | 1  | 27     |
| 6.º  | King Country      | 8          | 4          | 2          | 2          | 236    | 170    | +66    | 4  | 1  | 25     |
| 7.º  | Poverty Bay       | 8          | 3          | 0          | 5          | 296    | 268    | +28    | 6  | 2  | 20     |
| 8.º  | North Otago       | 8          | 2          | 2          | 4          | 230    | 246    | -16    | 4  | 1  | 17     |
| 9.º  | Horowhenua-Kapiti | 8          | 2          | 1          | 5          | 224    | 260    | -36    | 5  | 0  | 15     |
| 10.º | West Coast        | 8          | 2          | 0          | 6          | 188    | 400    | -212   | 3  | 0  | 11     |
| 11.º | Thames Valley     | 8          | 0          | 1          | 7          | 158    | 324    | -166   | 2  | 1  | 5      |
| 12.º | East Coast        | 8          | 0          | 0          | 8          | 166    | 458    | -292   | 0  | 0  | 3      |

|  | Semifinales Copa Meads.      |
|  | Semifinalistas Copa Lochore. |

## Copa Lochore - Quinto Puesto

### Semifinal
| 22 de octubre | Mid Canterbury | 24 - 36 | North Otago |  |  |

| 22 de octubre | King Country | 48 - 26 | Poverty Bay |  |  |

### Final
| 29 de octubre | North Otago | 45 - 22 | West Coast |  |  |

| Bandera de Nueva Zelanda         |
| Ganador Copa Lochore North Otago |
| Segundo título                   |

## Copa Meads

### Semifinal
| 22 de octubre | Wanganui | 58 - 26 | Wairarapa Bush |  |  |

| 22 de octubre | South Canterbury | 6 - 16 | Buller |  |  |

### Final
| 29 de octubre | Wanganui | 20 - 18 | Buller |  |  |

| Bandera de Nueva Zelanda |
| Campeón Wanganui         |
| Quinto título            |